# Чиковани, Симон Иванович
Симон Иванович Чикова́ни (груз. სიმონ ივანეს ძე ჩიქოვანი; 1902/1903—1966) — грузинский советский поэт. Лауреат Сталинской премии первой степени (1947). Член ВКП(б) с 1941 года.

## Биография и творчество

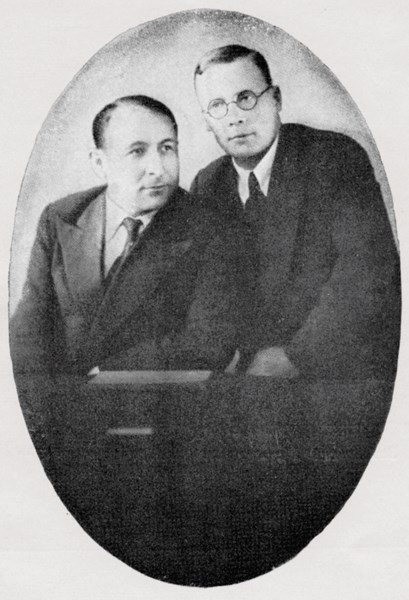
Симон Чиковани и Н. А. Заболоцкий. Тбилиси. 1936 год

Родился 27 декабря 1902 года (9 января 1903 года) в селе Наэсакао (ныне Абашского муниципалитета Грузии) в дворянской семье.
Окончил реальное училище в Кутаиси, затем — филологический факультет Тбилисского университета. Работал в политотделе грузинских частей Красной Армии.
Начал публиковаться в 1924 году, был близок к символистской группе Голубые роги, позже примкнул к футуристам, возглавлял литературную группу «Мемарцхенеоба» («Левый край»). В 1930-е годы отошёл от поэтического радикализма. От футуристического экспериментаторства пришёл к классической стройности стиха и остросовременной проблематике: революционное преобразование Грузии, интернациональная солидарность. В своих стихах поэт реалистически изображает обновлённую социалистическую республику, раскрывает богатый духовный мир советского человека («Ушгульский комсомол», «Мингрельские вечера», «Вечер застаёт в Хахмати» и др.). Философски осмыслил судьбу Н. М. Бараташвили в лирико-эпическом цикле «Гянджинская тетрадь» (1964—1965).

Тбилиси. Дом писателей Грузии. 1934 год. Первый ряд: Симон Чиковани, Александре Кутатели. Второй ряд: Сандро Шаншиашвили, Николай Тихонов, Мария Неслуховская (Тихонова), Ило Мосашвили. Третий ряд: Тамара Багратиони-Мицишвили, Ефемия Гедеванишвили-Леонидзе, Мариам Касрадзе-Шаншиашвили, Нина Табидзе, Тициан Табидзе.

Главный редактор журнала Мнатоби (1954—1960). Автор эссе о мировой литературе, переводчик русской и украинской поэзии.
В 1944—1951 годах руководил СП Грузинской ССР. Депутат ВС СССР 3-го созыва (1950—1954).
Поддерживал многолетнюю дружбу с Борисом Пастернаком, который переводил его стихи. Однако когда в октябре 1958 года началась организованная сверху кампания осуждения Пастернака, Чиковани принял в ней участие и выступил на собрании грузинских писателей в Тбилиси с критикой своего друга. Спустя несколько месяцев в феврале 1959 года Пастернак на десять дней приезжал в Грузию, но с ним он уже не встречался.
Умер 24 апреля 1966 года. Похоронен в Тбилиси в пантеоне Мтацминда.

## Цитата
Мастер яркого «живописного образа».
— Борис Пастернак

## О себе
Я был воспитан на классической грузинской и русской поэзии. Из грузинских поэтов особенно увлекали меня Бараташвили и Важа-Пшавела, а из русских — Тютчев.— Симон Чиковани

## Награды и премии
- Сталинская премия первой степени (1947) — за поэму «Песнь о Давиде Гурамишвили» (1944) и стихотворения «Гори», «Картлийские вечера», «Праздник Победы», «Кто сказал» и др.
- орден Ленина
- три ордена Трудового Красного Знамени (31.01.1939;[9] 17.04.1958; 12.02.1963)
- ещё один орден и медали

## Чиковани в русской культуре
Стихи С. И. Чиковани переводили на русский язык Борис Пастернак, Н. С. Тихонов, Павел Антокольский, Николай Заболоцкий, Александр Межиров, Арсений Тарковский, Белла Ахмадулина, Евгений Евтушенко и другие. Русские поэты посвящали ему стихи (А. А. Тарковский, Б. А. Ахмадулина). Опубликованы письма Пастернака, адресованные Чиковани.

## Избранные публикации на русском языке
- Стихи: Авториз. пер. с груз. [П. Антокольского, Б. Брика, А. Гатова и др.] под ред. В. В. Гольцева. — 2-е изд., доп. — М.: Гослитиздат, 1939. — 144 с.
- Избранное. Тбилиси: Заря Востока, 1950
- На жизненной пути: Стихи: Пер. с груз. / [Ил.: Л. С. Мороз]. — М.: Советский писатель, 1967. - 116 с.
- Мысли. Впечатления. Воспоминания. М.: Советский писатель, 1968. — 359 с.; портр.
- Стихотворения и поэмы. — М.: Советский писатель, Ленинградское отделение, 1983 (Библиотека поэта)

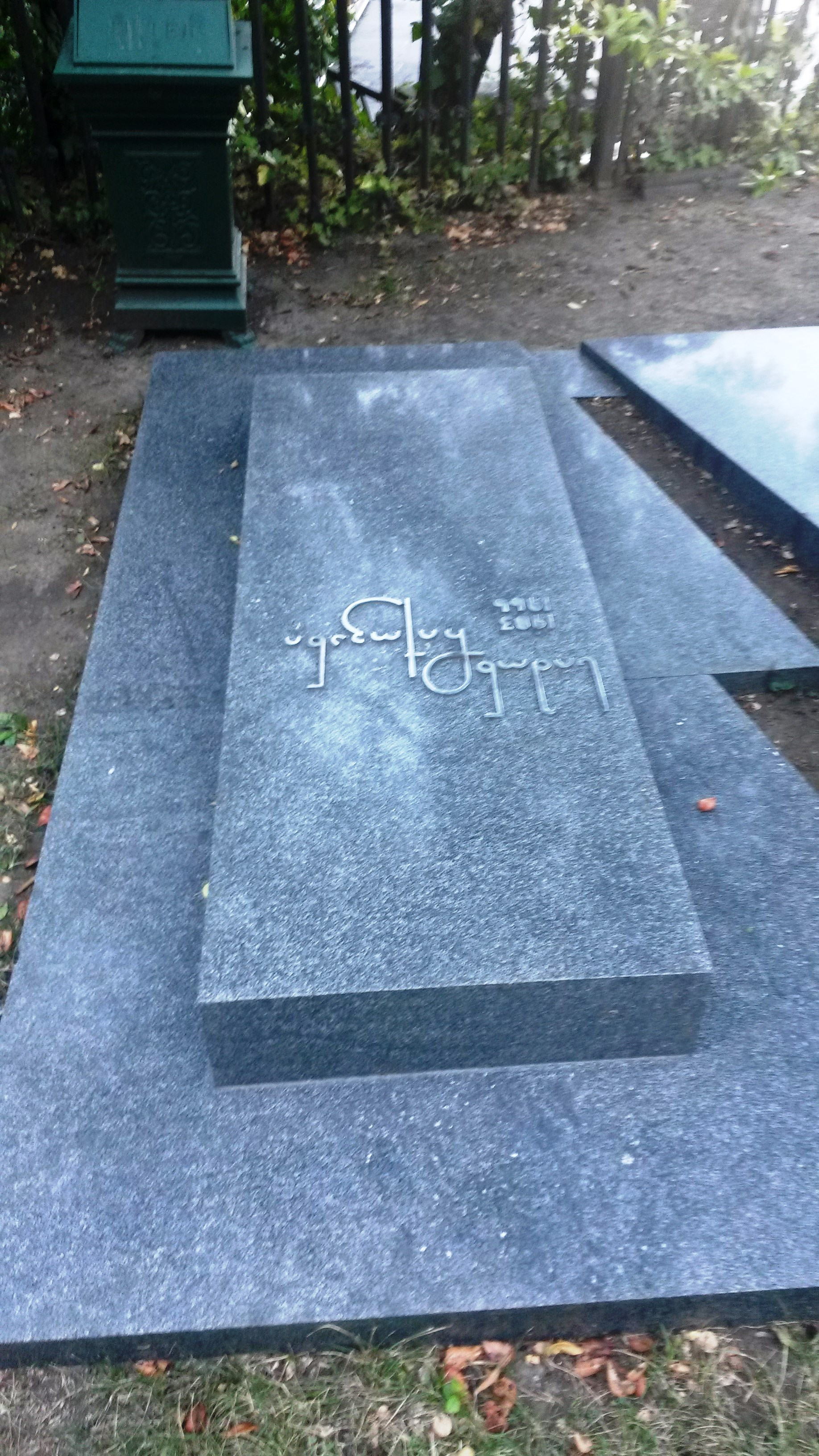
Могила Симона Чикована в Пантеоне Мтацминда